# فيكي لوينغو
فيكي لوينغو (بالإسبانية: Victoria Luengo)‏ هي ممثلة إسبانية، ولدت يوم 7 أبريل 1990 في ميورقة في إسبانيا.

## روابط خارجية
- فيكي لوينغو على موقع IMDb (الإنجليزية)
- فيكي لوينغو على موقع قاعدة بيانات الفيلم (الإنجليزية)